# ترنا
ترنا (به ایتالیایی: Terna) شرکت انتقال برق ایتالیایی است، که دفتر مرکزی آن، در شهر رم، ایتالیا قرار گرفته است.
این شرکت با بیش از ۶۳٫۵۰۰ کیلومتر خطوط برق در حدود ۹۸ درصد از شبکه خطوط انتقال برق ولتاژ بالا ایتالیا را، در اختیار دارد. بخشی از سهام شرکت ترنا در بازارهای بورس ایتالیا و بورس آتن معامله می‌شود.
شرکت ترنا بزرگترین اپراتور خطوط انتقال برق در اروپا است و به‌عنوان ششمین اپراتور انتقال انرژی الکتریکی در جهان شناخته می‌شود.